# Tigo - UNE
UNE EPM Telecomunicaciones S.A. E.S.P. haciendo negocios como Tigo, es una empresa de telecomunicaciones colombiana creada en 2006, propiedad de Grupo EPM y de Millicom International Cellular, S.A. con el 50 % cada uno. La empresa ofrece servicios de telecomunicaciones a nivel nacional e internacional por medio de Colombia Móvil S.A. bajo la marca Tigo y bajo la marca Orbitel en Canadá, Estados Unidos y España (con servicios de larga distancia y telefonía móvil con Orbitel Móvil).[cita requerida]
En 2019, las operaciones de Tigo UNE fueron renombradas como «Tigo» a secas, incluyendo a la compañía Colombia Móvil que también hace negocios con esa marca.

## Historia
Con la aparición de grandes compañías del sector de las telecomunicaciones como Movistar y Claro, EPM decide en 2006 separar las telecomunicaciones de la casa matriz, para conformar una nueva empresa enfocada exclusivamente en las telecomunicaciones.[¿según quién?] De esta manera, creó EPM Telecomunicaciones usando la marca «UNE», la cual se origina como la integración del área estratégica de Telecomunicaciones de EPM, la empresa Orbitel S.A E.S.P y el negocio de telecomunicaciones de Emtelco S.A que fue escindida y opera como la empresa de Contact Center y BPO del Grupo Empresarial EPM.[¿según quién?]
Tiene acciones en la empresa de telefonía celular Colombia Móvil cuyo accionista mayoritario es Millicom mediante Millicom Colombia S.A. Sus principales competidores en este rubro eran Movistar Colombia y Claro.[cita requerida]

### Lanzamiento
El lanzamiento de la marca se realizó el 9 de agosto de 2006 luego de la final del Mundial de Fútbol de ese año para causar un generar una mayor audiencia.
En el transcurso de 2006, la empresa dobló sus ingresos y, para 2007, se volvió en uno de los líderes en la prestación de servicios de banda ancha y mejor uso para los clientes.[¿según quién?] UNE EPM Telecomunicaciones registró, en el primer trimestre de 2007, un gran crecimiento en su actividad financiera.[¿según quién?] Sus utilidades netas ascendieron a COP$55.451 millones, un 130% por encima de las presupuestadas para el período y un 45% más de la utilidad neta obtenida a marzo de 2006.
De igual manera, la empresa obtuvo ingresos netos totales por COP$196 116 millones, correspondientes al 101% del presupuesto estimado para dicho período, y un 13% por encima de los ingresos del año anterior. Este resultado se fundamenta en las nuevas estrategias comerciales,[¿según quién?] con las que UNE inició sus operaciones en julio de 2006, orientadas a la segmentación del mercado y al empaquetamiento de sus productos.[actualizar]
El Ebitda alcanzó un total de COP$119 228 millones a marzo de 2007, superando el presupuesto estimado en un 23%, lo que representa un margen sobre los ingresos de 60,79%.

### Integración
El 1 de agosto de 2007, se anunció la integración jurídica de EPM Telecomunicaciones, Orbitel y el negocio de telecomunicaciones de Emtelco bajo una sola marca: UNE, y un nuevo registro tributario NIT con un solo presidente y una integración tal de productos que la consolidaron según sus directivas como una de las empresas más grandes de Colombia en el sector.[cita requerida]

### Consolidación
En 2007, UNE compró a dos operadores de televisión por cable, estos son «Costavisión», con operación en Cartagena, y «TV Cable Promisión», con operación en Bucaramanga, Barrancabermeja, San Gil y Cúcuta. Estas adquisiciones consolidaron a la empresa como la segunda mayor cabloperadora en Colombia,[¿según quién?] después de Claro.[cita requerida]

### Evolución de marcas conjuntas
Desde que UNE nació como marca, ha reemplazado a las marcas de sus empresas filiales o absorbidas. Desde inicios de 2007, las distintas marcas y empresas filiales ya presentaban una imagen unificada: a sus nombres comerciales les precedía la sigla UNE y sus eslogan cambiaron a "una marca UNE". Algunos ejemplos de esta práctica fueron las denominaciones comerciales de Orbitel, Emtelsa o EPM Bogotá.[cita requerida]
En agosto de 2007, UNE reemplazó la marca Orbitel en Colombia -esta sigue con vigencia en Estados Unidos y España como operador de larga distancia-; Emtelco también es absorbida en su parte de servicios de Telecomunicaciones, el negocio de Contact Center y BPO de Emtelco se mantiene en la actualidad bajo EMTELCO S.A.[cita requerida]
En octubre de 2007 y tras un estudio de satisfacción de usuarios en Manizales que arroja que la marca Emtelsa es recordada por su mal servicio, y ya al ser esta empresa en su 99.999% de propiedad de UNE, la marca Emtelsa que venía acompañando su publicidad, es cambiada por UNE y su eslogan nacional fue "mejor juntos".[¿según quién?]
En noviembre de 2007 y siguiendo su estrategia de consolidación, la empresa TV Cable Promisión, adquirida en su totalidad por UNE, cambia su denominación comercial a UNE-TVCable; también en este mes se consolida la marca compartida UNE-Telefónica de Pereira. A finales de 2008, UNE también compró a Visión Satélite, una empresa que operaba TV por cable en Cali, Palmira y Buga.[cita requerida]
A mediados de 2011, UNE y la joint venture EPM Bogotá acordaron su fusión por absorción, para reforzar su presencia nacional con la cobertura de los servicios.[cita requerida]
El 16 de enero de 2011, EDATEL, empresa que operaba en Antioquia, Córdoba, Sucre, Santander y Cesar y zonas rurales de Antioquia, es parcialmente comprada por UNE. De esta forma, la empresa es renombrada bajo el nombre de Telecomunicaciones EDATEL Empresa de UNE. Dos años más tarde, en 2015, UNE adquirió las acciones restantes que le quedaban al Gobierno de Antoquia en EDATEL.[cita requerida]
En 2014, en una fusión de empresas, UNE absorbió a Tigo (Colombia Móvil S.A.) en una transacción valorizada en COP$1,4 billones y Millicom Internacional (dueña de Tigo) compró a UNE EPM Telecomunicaciones S.A. por US$ 860 millones. EPM tendrá la mayoría accionaria en la nueva empresa, cuyo nombre comercial sería TigoUNE. Además UNE, como empresa absorbente, figura como la empresa matriz, controlando directamente a Edatel S.A., Empresa de Telecomunicaciones de Pereira S.A., Cinco Telecom Corporation, con domicilio en la Florida, Orbitel Comunicaciones Latinoamericana S.A. y Orbitel Servicios Internacionales S.A. y su sede sería la ciudad de Medellín.[cita requerida] Además, el presidente de Colombia Móvil S.A., Esteban Iriarte, pasaría a ser presidente del nuevo grupo.
Debido a la compra, por orden de la Superintendencia de Industria y Comercio, TigoUNE tuvo que devolver 50 MHz de los 135 MHz del espectro electromagnético que tanto UNE EPM como Colombia Móvil tenían asignados ya que ninguna empresa colombiana puede poseer más de 85 MHz de espectro.
Para 2017, los ingresos de TigoUNE y sus compañías subsidiarias cerraron en COP$5,06 billones.
Para 2018, la compañía era la segunda proveedora de televisión por suscripción, telefonía fija e internet de banda ancha en el país (después de Claro).

## Servicios fijos
Tigo es un operador multiservicios o N-play.[¿según quién?]
- Telefonía fija: Se han ingresado a los servicios de telefonía fija a través de redes conmutadas en Medellín a través de sí misma como UNE, en Antioquia a través de EDATEL, en Caldas y Manizales a través de su filial Emtelsa (bajo la marca UNE), en Bogotá presta el servicio a través de su filial UNE EPM Bogotá, en Pereira y Risaralda a través de su filial Telefónica de Pereira y su marca UNE. Recientemente, ha ingresado al servicio de Telefonía Fija Local en varias ciudades a través de servicios de Voz IP sobre redes HFC, tal es el caso de Cali, Medellín, Bogotá, Barranquilla, Manizales, Pereira, Armenia y Cartagena. En Cúcuta y Bucaramanga operan los servicios a través de su filial TV Cable Promisión. El servicio de telefonía fija utiliza varias tecnologías: red analógica o PSTN, CDMA y  VoIP.[cita requerida]
- Telefonía móvil: En 2011 saca al mercado «La Sim la nueva telefonía», convirtiéndose en el quinto operador celular de Colombia, presta su servicio como Operador Móvil Virtual en la plataforma de Tigo.[cita requerida]
- Telefonía larga distancia: Presta servicios de larga distancia a través del indicativo 005 y 05, esta licencia de larga distancia le permite prestar sus servicios a nivel nacional a cualquier usuario de telefonía fija o móvil.[cita requerida]
- Televisión: Presta servicios de televisión con licencia de operación nacional por medio de sus redes con servicios básicos y digitales en HFC y servicios IPTV en ADSL y FTTH, lo cual estas 2 últimas tecnologías ofrecen televisión en Alta Definición o HD.[cita requerida]
- Internet Banda Ancha: Presta servicios de Internet conmutado, banda ancha alámbrica e inalámbrico en varias ciudades de Colombia. Actualmente las velocidades en sus servicios van desde 300k hasta 150M. Para prestar estos servicios, usa varias tecnologías: ADSL, FTTH, LTE, Wimax y HFC.[cita requerida]
- Tigo Play Es una plataforma de entretenimiento Online, donde puedes encontrar series, películas, contenidos infantiles y deportes. Este servicio es totalmente gratis para los clientes de Tigo.[cita requerida]

Tigo UNE tiene presencia internacional como operador de larga distancia dirigido a inmigrantes latinos mediante su marca Orbitel, ofrece servicios de telefonía de larga distancia en el hogar con plataforma IP.[cita requerida]

## Servicios móviles
En 2010, UNE ganó subasta de espectro 2.5Ghz  en la que planea un despliegue con tecnología LTE para ofrecer servicios móviles de cuarta generación 4G, y que fue lanzada al mercardo colombiano el 14 de junio de 2012 con planes en prepago y pospago que permiten el empaquetamiento con otros servicios de la compañía. Actualmente, TigoUNE gestiona los servicios móviles de la compañía mediante su filial Colombia Móvil S.A. E.S.P. (Tigo Colombia).[cita requerida]
- Telefonía Móvil: UNE ofreció el servicio UNE Móvil para sus clientes en la ciudad de Medellín, que debían tener otros servicios con la compañía como Telefonía Fija, TV o Banda Ancha para acceder a este servicio, se ofreció entre 2007 y 2009, este servicio lo brindo en alianza comercial con el operador Colombia Móvil.[cita requerida]
- Internet Móvil: UNE se convirtió en 2009 la primera compañía en prestar el servicio de Internet móvil en el país mediante la figura de Operador Móvil Virtual (OMV) de datos, es decir, que arrendará la infraestructura de la empresa de telefonía celular Colombia Móvil-Tigo para prestar el servicio de Internet móvil con su marca.[cita requerida]
- Orbitel Móvil: UNE presta servicios de Telefonía móvil en España mediante su marca Orbitel bajo un esquema de OMV con el operador Vodafone, su oferta se enfoca en el mercado de inmigrantes.[cita requerida]

## Cobertura[citarequerida]
| Ciudad          | Internet Banda Ancha      | Televisión                   | Telefonía             | Internet Móvil     |
| --------------- | ------------------------- | ---------------------------- | --------------------- | ------------------ |
| Medellín        | ADSL / FTTH / HFC / WIMAX | Básica / Digital / IPTV / HD | Básica Conmutada / IP | 3G / 3.5G / 4G LTE |
| Bogotá          | ADSL / FTTH / HFC / WIMAX | Básica / Digital / IPTV / HD | Básica Conmutada / IP | 3G / 3.5G / 4G LTE |
| Barranquilla    | FTTN / HFC / WIMAX        | Básica / Digital / IPTV / HD | IP                    | 3G / 3.5G / 4G LTE |
| Barrancabermeja | HFC / WIMAX               | Básica / Digital / HD        | IP                    | 3G / 3.5G / 4G LTE |
| Bucaramanga     | HFC / WIMAX               | Básica / Digital / HD        | IP                    | 3G / 3.5G / 4G LTE |
| Cúcuta          | HFC / WIMAX               | Básica / Digital / HD        | IP                    | 3G / 3.5G / 4G LTE |
| Cartagena       | HFC / WIMAX               | Básica / Digital / HD        | IP                    | 3G / 3.5G / 4G LTE |
| Cali            | FTTH / HFC / WIMAX        | Básica / Digital / IPTV / HD | IP                    | 3G / 3.5G / 4G LTE |
| Buga            | FTTH / HFC / WIMAX        | Básica / Digital / IPTV / HD | IP                    | 3G / 3.5G / 4G LTE |
| Manizales       | ADSL / HFC / WIMAX        | Básica / Digital / IPTV / HD | Básica Conmutada / IP | 3G / 3.5G / 4G LTE |
| Ibagué          | FTTH / HFC / WIMAX        | Digital / IPTV / HD          | IP                    | 3G / 3.5G / 4G LTE |
| Pereira         | ADSL / HFC / WIMAX        | Básica / Digital / IPTV / HD | Básica Conmutada / IP | 3G / 3.5G / 4G LTE |
| Armenia         | HFC / WIMAX               | Básica / Digital / HD        | IP                    | 3G / 3.5G / 4G LTE |
| Montería        | HFC / WIMAX               | Digital / HD                 | IP                    | 3G / 3.5G / 4G LTE |
| Popayán         | HFC                       | Digital / HD                 | IP                    | 3G / 3.5G / 4G LTE |
| Villavicencio   | ADSL / HFC / WIMAX        | Digital / IPTV / HD          | Básica Conmutada / IP | 3G / 3.5G / 4G LTE |

- En otras poblaciones, tiene cobertura de uno de los servicios listados por medio de EDATEL. Así como cobertura nacional de servicios móviles en red 3G y 3.5G a cargo de Colombia Móvil.[actualizar]

## Críticas
La compra del 50% de las acciones de UNE por la multinacional Millicom International Cellular, la precaria situación financiera de la empresa en los últimos 10 años, el trato que da a sus empleados y el servicio al cliente, están siendo objeto de crecientes críticas y deterioro de la imagen corporativa, tanto en Medellín como en el resto de Colombia, como se evidencia en los canales de YouTube,el sitio web de la Superintendencia Financiera, el sitio web de la propia UNE-EPM y varios websites y blogs.
Según estas fuentes, las pérdidas netas de la empresa entre 2012 y 2020 han ido aumentando más y más, totalizando más de 861.000 millones de pesos a 31 de marzo de 2020, la deuda casi se ha duplicado a COP$3,34 billones, el patrimonio ha caído más de 1 billón de pesos a COP$1,174 billones, y la razón deuda/patrimonio está en el 195%.Estas cifras negativas de UNE-EPM están afectando a su matriz EPM, al punto que el primer trimestre de 2020 es uno de los pocos en que esta última ha dado pérdidas netas
. Algunos afirman que los resultados financieros deficientes y la alta deuda vienen desde antes de que Millicom comprara el 50% de las acciones .
La Base de Datos de Procesos Judiciales de la Rama Judicial de Colombia muestra que los empleados y ex-empleados han tenido que demandar cientos de veces a la empresa por acoso laboral y otros asuntos de la jurisdicción laboral, lo cual es consistente con los repetidos videos sobre UNE-EPM en YouTube que hablan de despidos 'masivos', maltrato y del desplazamiento de parte importante de los empleados directos a contratos de Outsourcing con Emtelco y Huawei (de la cual a su vez serían despedidos), así como con las diferentes notificaciones del Ministerio de Trabajo contra UNE-EPM de sanciones por violación de normas laborales y las quejas que los sindicatos suben a Internet
. En los videos de YouTube, incluso hay un comentario de un empleado cuyo trabajo le ahorró millones de dólares al año a la empresa, a quien en lugar de decirle 'gracias', lo despidió en 2016 de la manera más humillante .
Estos hechos han dado lugar a grandes controversias políticas en los medios de comunicación del país y a un gran deterioro de la imagen corporativa, que se han agudizado con un servicio al cliente que muchos clientes califican como 'mediocre', aumentos desmesurados en las tarifas de los servicios, usuarios que se ven obligados a colocar sus quejas como comentarios en los videos de YouTube ya que al parecer la empresa no se las responde, y varias sanciones que la Superintendencia de Industria y Comercio de Colombia ha impuesto a UNE-EPM por reportar y mantener en centrales de riesgo de deudores morosos a ciudadanos cuyas identidades han sido suplantadas.
A lo anterior se suman reitarados señalamientos de corrupción en los medios locales, que entre otras cosas critican o llaman 'estafa' a que con apenas 30 millones de pesos colombianos (poco menos de 10 000 dólares), la multinacional Millicom International Cellular se hizo con el control accionario de la empresa en la reforma de los estatutos en 2019, siendo que en libros la empresa vale unos COP$1,714 billones de pesos. Según la opinión de algunos expertos técnico-financieros, los aprox. 10 millones de usuarios de la empresa tranquilamente podrían ser atendidos adecuadamente y con crecimiento a futuro, por una red de 60 a 80 millones de dólares, pero la empresa habría venido sobredimensionando su red en varias veces esta cifra sin necesidad, al punto que su red real costó varios cientos de millones de dólares, financiada con deuda, y esta deuda, impulsada en gran parte por el rubro de 'inversiones', ha subido hasta COP$3,34 billones de pesos en los últimos ocho años, lo cual ha incentivado los debates sobre corrupción y pobres resultados financieros.
La siguiente tabla resume los estados financieros de la empresa en los últimos años:
| Año                                 | Pérdida o Utilidad Neta (millones de pesos) | Costos de Amortización (millones de pesos) | Gastos de Intereses (millones de pesos) | Patrimonio (millones de pesos) | Total Deuda (millones de pesos) | Razón Deuda a Patrimonio (%) | Acciones ordinarias en circulación |
| ----------------------------------- | ------------------------------------------- | ------------------------------------------ | --------------------------------------- | ------------------------------ | ------------------------------- | ---------------------------- | ---------------------------------- |
| 2020 (a 31 de marzo)                | -$189718                                    | -$16841                                    | -$49061                                 | $1714007                       | $3340512                        | 195%                         | 8446551                            |
| 2019 (a 31 de diciembre)            | -$26699                                     | No Disponible                              | No Disponible                           | No Disponible                  | No Disponible                   | No Disponible                | 8446551                            |
| 2018 (a 31 de diciembre)            | -$28642                                     | No Disponible                              | No Disponible                           | No Disponible                  | No Disponible                   | No Disponible                | 8446551                            |
| 2017 (a 31 de diciembre)            | -$10554                                     | -$83570                                    | -$256461                                | No Disponible                  | No Disponible                   | No Disponible                | 8446551                            |
| 2016 (a 31 de diciembre)            | -$146074                                    | No Disponible                              | -$251643                                | No Disponible                  | No Disponible                   | No Disponible                | 8446551                            |
| 2015 (a 31 de diciembre)            | -$273157                                    | No Disponible                              | -$120943                                | No Disponible                  | No Disponible                   | No Disponible                | 8446551                            |
| 2014 (a 31 de diciembre)            | -$28567                                     | No Disponible                              | -$87814                                 | $3178843                       | $1859557                        | 58,5%                        | 8446551                            |
| 2013 (a 31 de diciembre)            | +$45200                                     | No Disponible                              | -$28396                                 | $2910585                       | $2183033                        | 75%                          | 8446551                            |
| 2012 (a 31 de diciembre)            | -$203213                                    | No Disponible                              | -$42211                                 | $2869011                       | $1679341                        | 58,5%                        | 8446551                            |
| Sumatoria totales de 2012 a 1T-2020 | -$861424                                    | No Disponible                              | No Disponible                           | No Disponible                  | No Disponible                   | No Disponible                | 8446551                            |

Como se observa de las cifras del sitio web de Une y de la Superfianciera, entre los años 2012 y 2020, las pérdidas netas se han ido incrementando más y más, totalizando un acumulado de COP$861.424 millones. De esos ocho años y un trimestre, apenas en una sola ocasión ha dado utilidades netas (2013, COP$45200 millones), mientras que la deuda total (pasivos) aumentó de COP$1,679 billones en 2012 a COP$3,340 billones a 31 de marzo de 2020 (casi se duplicó), el patrimonio bajó de COP$2,869 billones en 2012 a COP$1,714 billones a 31 de marzo de 2020 (un bajonazo de aprox. COP$1,15 billones), para un aumento de la razón deuda total a patrimonio desde 58,5% en 2012 a un escandaloso 195% a 31 de marzo de 2020. En esta última fecha, la empresa adeuda casi el doble de lo que posee.
Al cierre del primer trimestre de 2020, la empresa dio pérdidas netas por más de 189.000 millones de pesos (para unas pérdidas netas acumuladas en ocho años de unos 861.000 millones de pesos), la deuda total se duplicó en ocho años a 3,34 billones de pesos,
el patrimonio bajó más de 1 billón de pesos en ocho años a 1,174 billones de pesos,
la razón deuda a patrimonio subió de 58,5% a 195% en ocho años con corte a 31 de marzo de 2020, y hay en los medios de comunicación locales múltiples quejas y señalamientos de acoso laboraly maltrato a empleados, despidos 'masivos', corrupción, servicio al cliente que muchos usuarios califican de 'mediocre', sanciones del Ministerio de Trabajo, sanciones de la SIC por reporte indebido de usuarios a centrales de riesgo de deudores morosos y otra variedad de problemas, que comprometen la viabilidad de la empresa en el largo plazo.

## Sanción por engañar a clientes
Las empresas Claro, Movistar, ETB y Tigo fueron sancionadas por la Superintendencia de Industria y Comercio, por mentir a los usuarios y engañarlos, al brindarles una velocidad de conexión de internet muy inferior a la que supuestamente deben prestar como "banda ancha".